# Campus

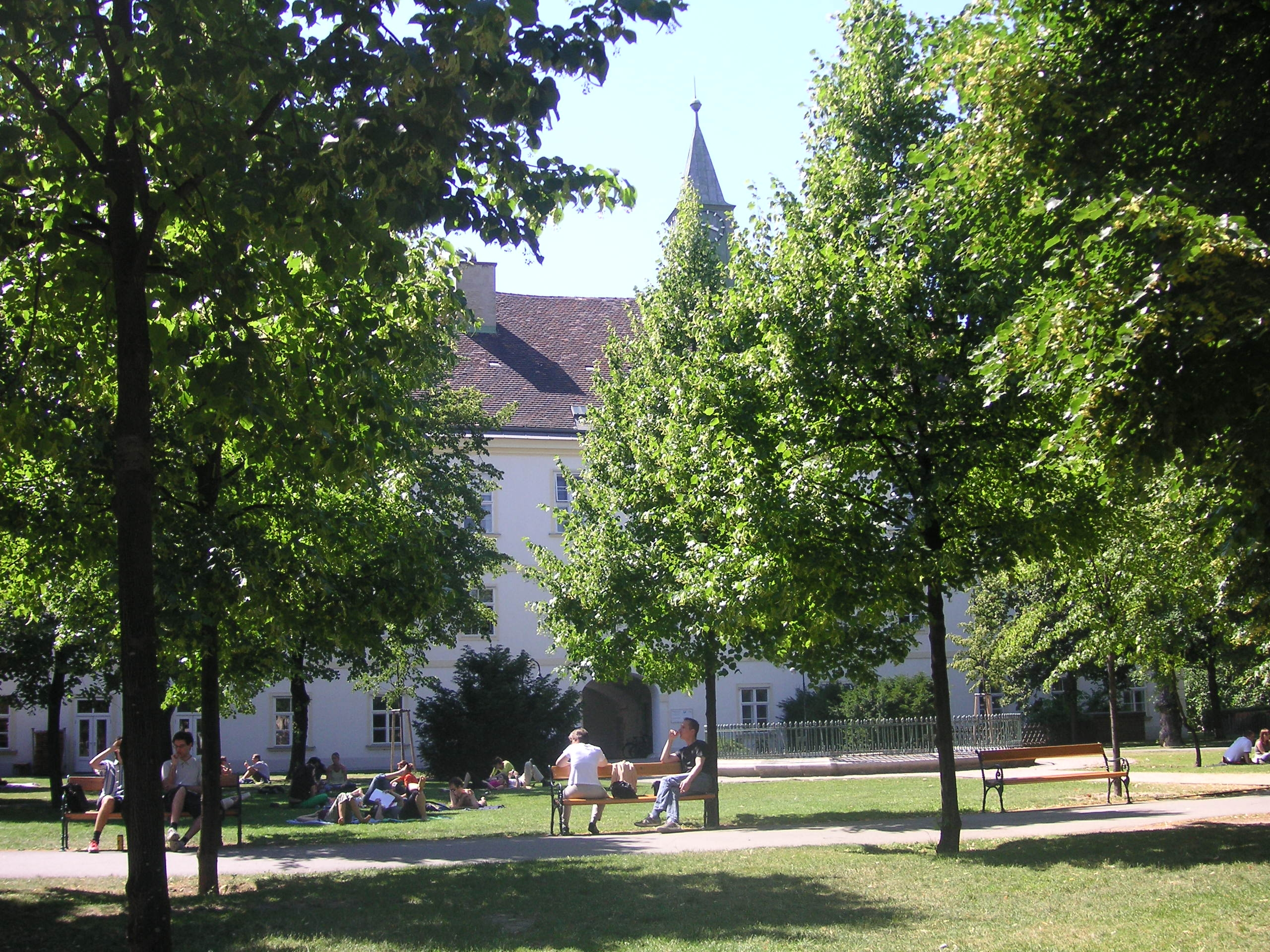
Campus de la Universitat de Viena, a Àustria.

Un campus (del mot llatí que designa un camp), és l'espai que reuneix els edificis i la infraestructura d'una universitat o d'una escola situada en general fora d'una ciutat. Aquest terme inclou els edificis que acullen entre d'altres, les aules de classes i de recerca, biblioteques, restaurants, residències universitàries, i de vegades complexos esportius.
El mot va aparèixer per primera vegada per anomenar aquesta mena d'espai urbà del College of New Jersey (Universitat de Princeton) al començament del segle xvii. D'altres centres universitaris americans van adoptar aleshores aquest mot per descriure espais específics al si de la seva pròpia institució, però el mot campus encara no designava el conjunt del terreny ocupat per la universitat. Les expressions de field i yard eren igualment emprades en aquest sentit.
El significat es va eixamplar durant el segle XX per incloure el conjunt de la propietat universitària, reservant-se a certs indrets l'antic sentit més restrictiu fins als anys 1950. El terme s'ha generalitzat i ha estat adoptat en altres països per designar un complex universitari.
D'ençà la fi del segle xx, el sentit del terme encara s'ha eixamplat per dedicar-se als complexos de certes empreses, sobretot quan consisteixen en diversos edificis envoltats d'espais verds. La seu de Microsoft és anomenada el Microsoft Campus a Redmond (Washington), i altres companyies, sovint empreses americanes de l'àmbit de la tecnologia punta, empren igualment aquest mateix terme per designar la seva seu.

## Història
La tradició d'un campus va començar amb les universitats medievals europees on els estudiants i professors vivien i treballaven junts en un entorn de claustre. La noció de la importància de l'entorn per a la vida acadèmica va emigrar més tard a Amèrica, i les primeres institucions educatives colonials es basaven en el sistema col·legial escocès i anglès.
El campus va evolucionar des del model claustral a Europa fins a un divers conjunt d'estils independents als Estats Units. Els primers colleges colonials es van construir tots en estils propis, amb alguns continguts en edificis individuals, com el campus de la Universitat de Princeton o disposats en una versió del claustre que reflectia els valors americans, com el de Harvard. Tant els dissenys dels campus com l'arquitectura de les universitats de tot el país han evolucionat com a resposta a les tendències del món en general, i la majoria representen diferents estils i disposicions contemporànies i històriques.

## Adaptació a l'accepció del terme
Als EUA, el significat original es va mantenir fins a la dècada de 1950, però es va anar traslladant gradualment a tot el complex universitari. Allà, altres institucions com empreses o hospitals també van utilitzar el terme per al seu lloc, presumiblement per utilitzar el seu sentit positiu o per referir-se al caràcter investigatiu de les seves activitats. Un exemple és el campus de Microsoft a Redmond, Washington; aquí es va donar l'estructura d'un conjunt envoltat de vegetació als afores de la ciutat. A l'Alemanya, el terme ara també s'usa sense referència a la universitat, per exemple, en edificis d'oficines.
Recentment, el terme també s'ha ampliat a Alemanya i ara es fa servir generalment per a instal·lacions universitàries, fins i tot si estan ubicades dins de la ciutat. Un exemple seria la Universitat de Mannheim, el campus del qual s'estén sobre el Palau de Mannheim i els voltants. A Bonn, la Rheinische Friedrich-Wilhelms-Universität té un campus a Poppelsdorf. També a Alemanya, probablement per exagerar la seva importància, igual que als EUA, hi ha indicis d'una extensió del terme a edificis d'altres institucions connectats espacialment, per exemple, hospitals. A Kiel, el lloc de la clínica universitària també es diu Campus Kiel , per distingir-ho de la segona ubicació Lübeck.
En particular, un complex d'edificis modern i solt s'anomena campus, especialment dissenyat per a l'ensenyament i la investigació. Un exemple és el campus de la Universitat de Viena al lloc de l'Antic Hospital General a prop de Ringstrasse. Tot i que només inclou una petita part de la Universitat de Viena, hi ha més de 15 departaments que anteriorment estaven repartits per la ciutat i diversos bars orientats als estudiants. De la mateixa manera, el Techno-Z Salzburg per a la investigació privada, així com el campus de la Universitat de Salzburg, o el Centre Universitari Rottenmann com una branca de dues universitats en una regió de recerca especialitzada. També es promou en matèria d'urbanisme i arquitectura (Competence Center) l'estret treball en xarxa d'universitats i empreses, algunes d'especialitzades en recerca i desenvolupament i d'altres de spin-off privades directes de les universitats. Exemples de campus que han sorgit recentment són el campus de Krems i el campus de Tulln.
Si la infraestructura funcional es mapeja en els sistemes web, això s'anomena e-campus en sentit figurat.

## Elements de disseny d'un campus universitari modern
El campus té un prestigi arrelat com a lloc d'ensenyament, aprenentatge i criança. El campus evoca quadrangles enclaustrats, assolellats prats i biblioteques amb panells de fusta, i és una paraula carregada visceralment de segles de tradició acadèmica. I, tanmateix, també és un lloc de ciència de punta, vitalitat i energia. És aquesta doble naturalesa, aquesta adhesió simultània a la tradició i la innovació, cosa que fa que l'entorn físic de la universitat sigui un àmbit tan evocador, durador i dinàmic. Tanmateix, també vol dir que el campus del segle XXI és un paisatge difícil i exigent de dissenyar i gestionar amb èxit.
Hi ha una sèrie de conceptes i enfocaments significatius, estesos i suggerents que configuren la planificació i l'arquitectura de les modernes institucions d'educació superior a tot el món. A continuació s'identifiquen els patrons actuals i les estratègies convenients d'adoptar, com els edificis centrals, les ampliacions a gran escala, la reutilització adaptativa i els edificis innovadors.

### Adoptar estratègies de planificació urbana
Dissenyar un campus universitari és com planificar una miniciutat. Per això cal imaginar l'escala del projecte per a un àmbit públic urbà i dissenyar sobre un eix. Com que es tracta d'un dels béns més preuats de la societat, la seva planificació també s'ha d'ajustar al ritme de les inversions en instal·lacions i a la incertesa de les fonts de finançament, de manera que el disseny sigui flexible i estigui en consonància amb futurs desenvolupaments.

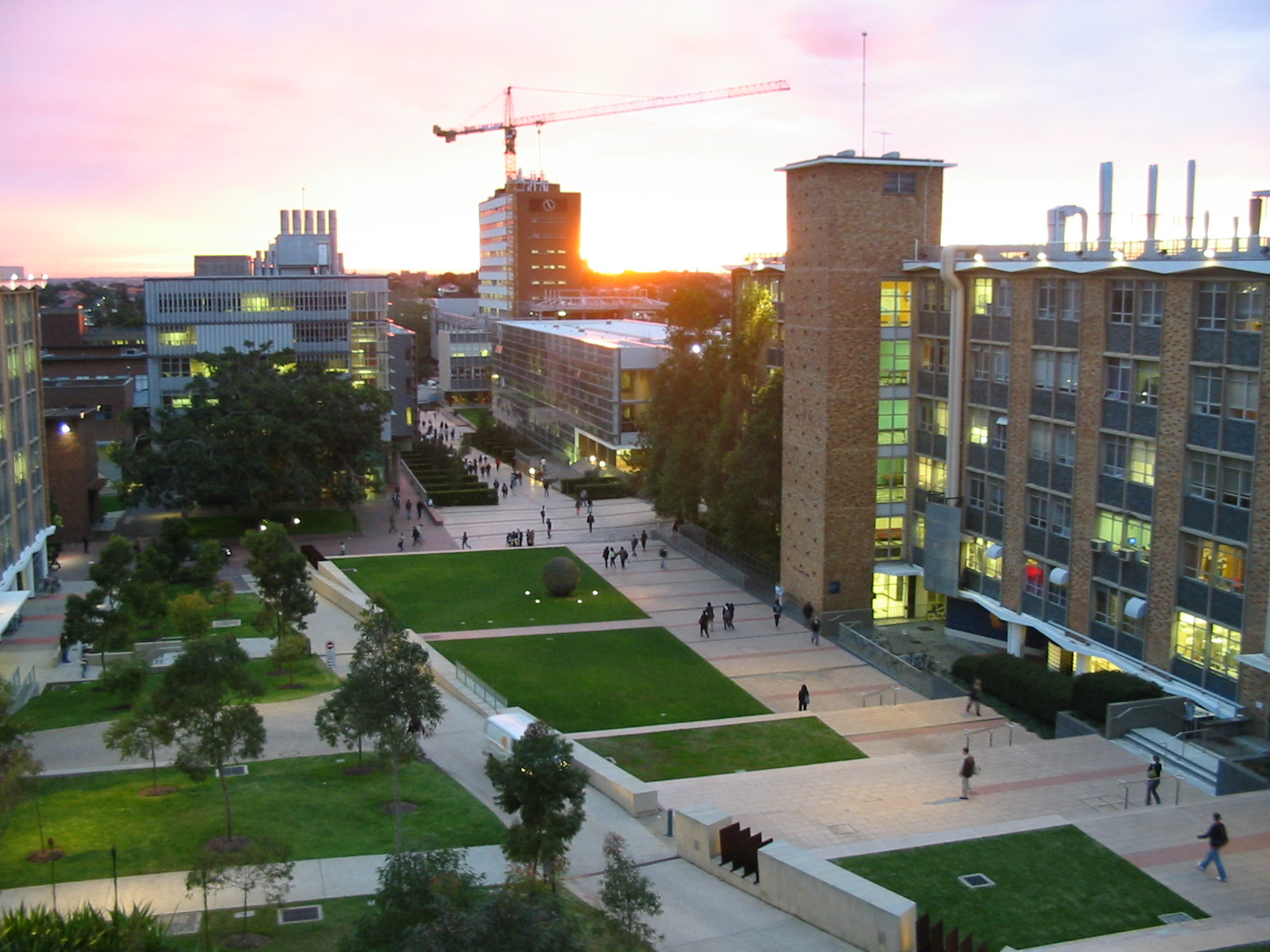
Campus de la Universitat de Nova Gal·les del Sud, a la ciutat de Sidney, Austràlia.

En un suburbi baix i dens, hi ha quaranta-quatre edificis que segueixen un disseny d'espai obert a la Universitat de Nova Gal·les del Sud (Sidney, Austràlia). El campus, apte per a vianants, està planificat axialment, dirigint el moviment i fent sensació d'ordre i de circulació. També dona cabuda a activitats socials i de transició als jardins oberts.

### Expressar una identitat
Per als nouvinguts és fàcil perdre's al laberint d'edificis i camins d'un campus universitari. Un focus ajuda a dominar visualment un espai actuant com a punt de referència per ajudar la gent a orientar-se. Aquest focus també té un significat cultural i social i pot ser un centre d'activitats recreatives. És una part integral del disseny que atrau les mirades cap a ell.
Al Simpson College d'Indianola (Iowa), la plaça de vianants manifesta la història del full d'auró de l'institut. L'element escultòric central té panells d'acer tallen a la intempèrie amb figures d′"auró xiuxiuejant" i una zona baixa per seure. Uns LED subtils que canvien de color modifiquen les tonalitats de l'escultura a la nit. Són fites que guien la cruïlla de la plaça central i creen la seva identitat única.

### Assajar la disposició de parts i utilitzar diverses escales
Des dels grans quadrangles fins als petits espais de connexió, com els passadissos, el campus ha de complir múltiples funcions a diferents escales. Els arquitectes han de desxifrar la correlació entre activitats perquè el disseny en fomenti la interrelació. Això permet integrar sense fissures les instal·lacions centrals, com ara els llocs de l'entorn social i cultural, amb els blocs acadèmics (laboratoris de recerca, aules, estudis, etc.).
Com s'observa als plans mestres del campus de la Universitat de Washington, el disseny facilita una experiència que integra totes les parts interessades: l'administració, el món acadèmic i la indústria. Amb blocs divisoris i llocs d'interacció social múltiples, el campus propicia l'aprenentatge serendípic.
A la concepció urbanística es busca crear llocs destacats que proveeixin i atenguin una diversitat de necessitats, com ara:
- promoguin un sentit de confort
- alimenten i defineixen un sentit de comunitat
- promouen la salut
- faciliten les interaccions socials
- contribueixen a l'economia local
- posseeixin fàcil accessibilitat i circulació

### Desenvolupament del Repositori Digital

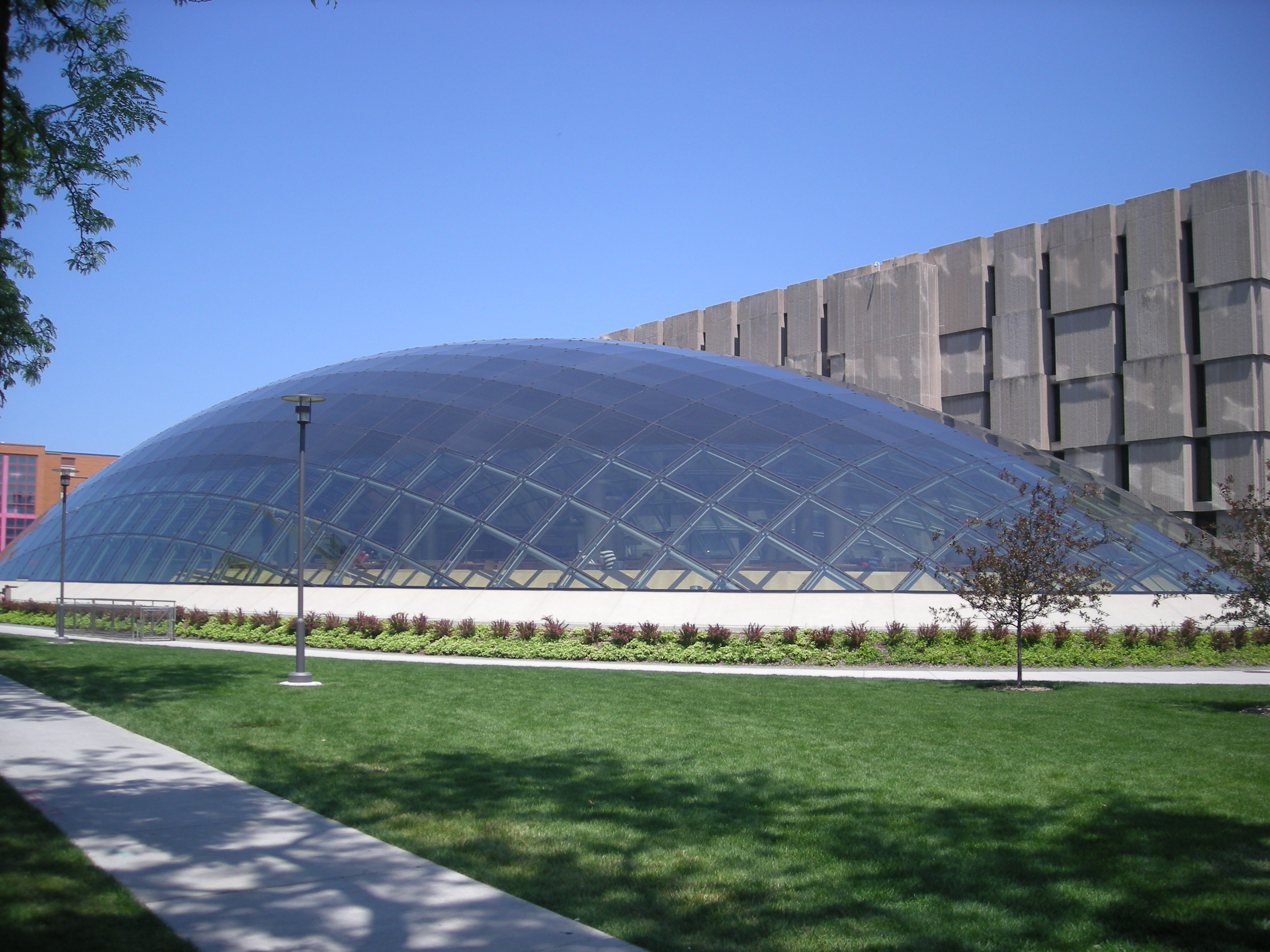
Biblioteca Joe i Rika Mansueto del campus de la Universitat de Xicago.

La digitalització progressiva del segle XXI ha reduït les visites als tradicionals santuaris silenciosos de pergamins de paper. Però l'entorn de qualitat que ofereix una biblioteca continua sent popular entre els estudiants d'ensenyament superior. Així doncs, no cal un repositori de llibres de paper, sinó espais multifuncionals contemporanis que fomentin l'aprenentatge aprofitant les innovacions tecnològiques de l'època.
Per exemple la Biblioteca Joe i Rika Mansueto del campus de la Universitat de Xicago és l'epítom d'un racó de lectura d'avantguarda. En traslladar el magatzem de llibres al subsòl i incorporar-hi un sistema automatitzat de recuperació, els dissenyadors han aprofitat el potencial de la il·luminació natural a través de la cúpula de vidre transparent. Això ha augmentat la productivitat i ha permès que prosperi la sostenibilitat.

### Impulsar la creativitat amb espais d'incubació
Amb la cultura de les start-ups en auge, calen espais dedicats que suscitin debats on els estudiants puguin experimentar, fracassar i tornar a començar. Aquests espais ajuden a forjar connexions del món acadèmic amb la indústria. A l'avançat entorn tecnològic, és responsabilitat de l'arquitecte crear un entorn que promogui un ambient d'aprenentatge flexible i fomenti l'esperit emprenedor.

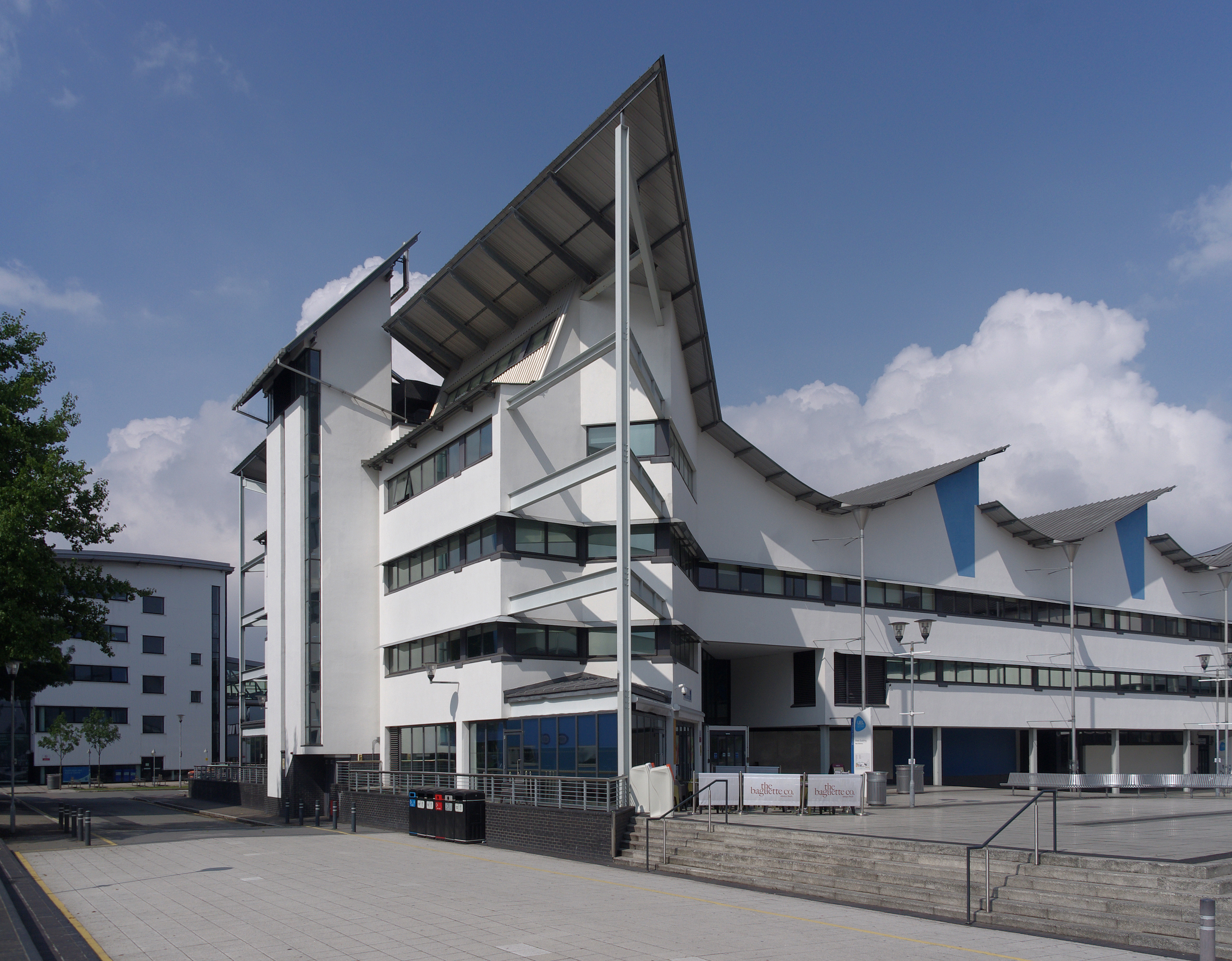
Campus de la Universitat d'East London.

A la Universitat d'East London, Knowledge Dock atén les necessitats de cada usuari amb un entorn de treball fluid. La coexistència d'espais actius i de concentració en capes, com es veu a la planta, juntament amb zones de col·laboració adaptables, pantalles mòbils escrivibles i gràfics atrevits, el converteixen en un centre d'electricitat i innovació bulliciós.

### L'experiència de la vida al Campus

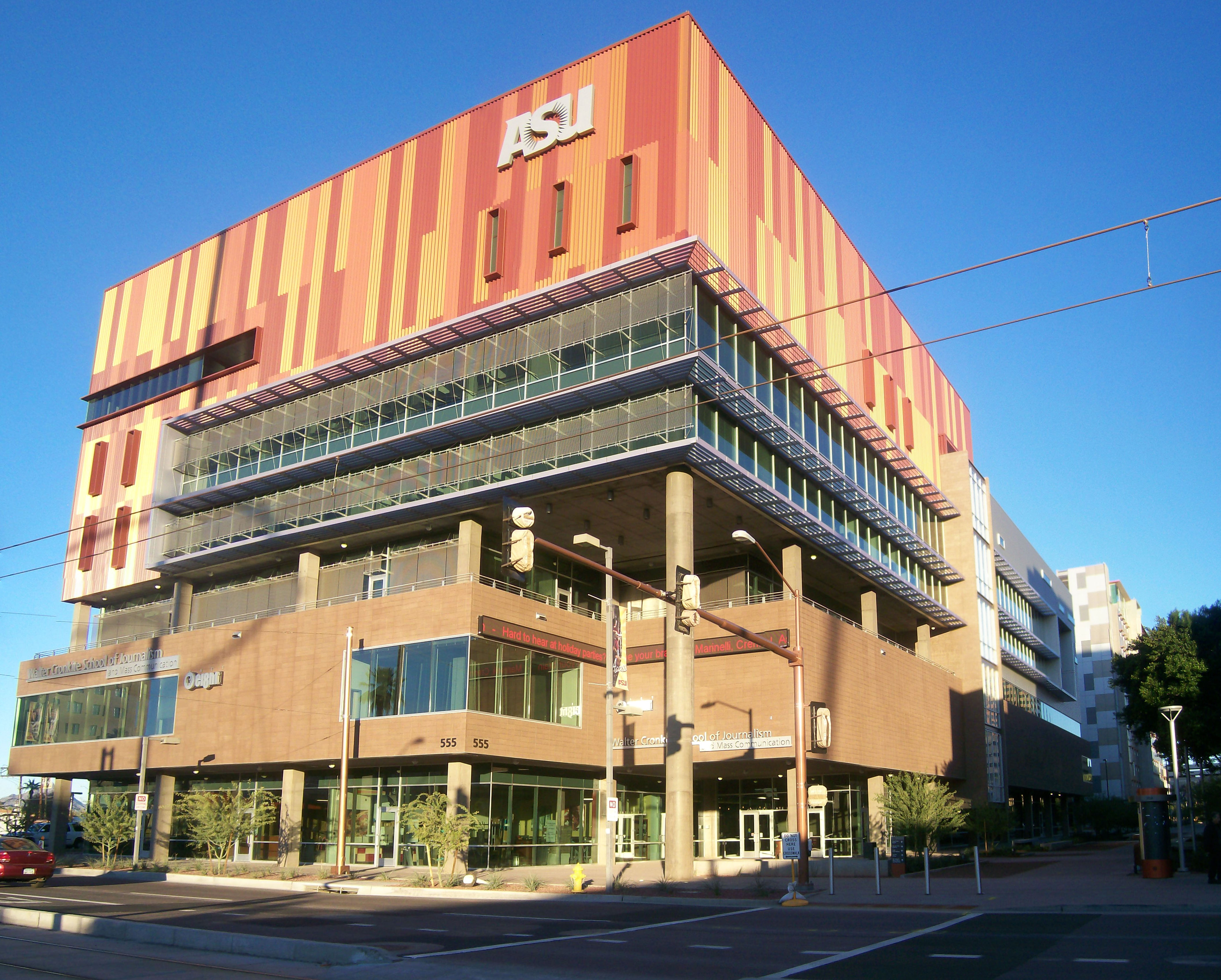
Escola de Periodisme Walter Cronkite, Campus Downtown Phoenix.

La residència al campus és una part integral de l'experiència universitària per als estudiants. El disseny ha de satisfer totes les necessitats d'allotjament tant dels estudiants com dels professors. Aquests espais residencials han d'adaptar-se a l'atrafegat estil de vida dels estudiants contemporanis i oferir totes les comoditats necessàries.
Les instal·lacions residencials de Phoenix per a estudiants de la Universitat Estatal d'Arizona són un exemple de planificació de primera classe. S'ha posat especial cura a modelar espais com els menjadors amb mobiliari mòbil i parets per a projecció de vídeo, de manera que els estudiants puguin aprendre i crear a les comoditats de les seves residències, independentment de l'hora del dia. La residència permet que els estudiants siguin vists, però els ofereix intimitat.

### La necessitat d'un entorn en harmonia amb la natura
Estudis científics han demostrat l'efecte terapèutic de la biodiversitat en ments estressades. Per tant, tenir cura del paisatge del campus és essencial perquè ofereix una sensació de tranquil·litat als estudiants que s'afanyen amb múltiples terminis. Una gespa verda i exuberant és sempre una visió benvinguda per a les persones de qualsevol edat. Esquitxats de plantes, aquests espais generen una mentalitat saludable per a tota la comunitat.
L'Espace Bienvenüe del campus de la Cité Descartes de París és un projecte innovador centrat en l'ecologia. En contrast amb el terreny pla, els jardins ondulats de 200 metres de llargada construïts sobre una estructura de formigó ofereixen exuberants vistes panoràmiques. Aporten aire fresc al dens complex, reforçant així un esperit de relaxació i pau.

### Disseny holístic
El campus ha d'estar lliure de barreres. El dissenyador ha d'assegurar-se que totes les zones, siguin recreatives o institucionals, i totes les rutes de vianants segueixin unes directrius de disseny inclusiu. Tots els camins pavimentats han de tenir demarcacions de vores contrastades, provisió de passamans i rebaixos a les vorades. Als espais públics hi ha d'haver lavabos separats per a discapacitats.
La Universitat de Texas a Arlington ha estat pionera en la construcció d'un campus accessible. Han substituït tots els poms de les portes per palanques a tota la universitat. Amb la creació d'un Centre de Recursos Adaptatius, la UTA ha enviat al món sencer el missatge que l'arquitectura integradora no és instal·lar rampes en el disseny.

### Focus a l'esport i la salut
La planificació de camps esportius, gimnasos i fins i tot balnearis rejovenidors és de gran importància per a la Universitat. Han de seguir les normes i les directrius olímpiques. Els centres de salut també s'han de planificar meticulosament. Aquest edifici ha de ser accessible per a tothom en tot moment.
El dinàmic disseny del gimnàs de la Universitat de Ciència i Tecnologia de Xangai se situa al punt de partida dels barris residencials per a professors i estudiants. És una fita dominant l'escala i el paisatge de la qual harmonitzen amb l'entorn d'altíssims edificis de dormitoris i fomenten el fervor esportiu entre els residents.